# الخطوط الجوية النيجيرية رحلة 2120
الخطوط الجوية النيجيرية الرحلة رقم 2120 هي طائرة من نوع دوغلاس دي سي-8 التي كانت متوجهة إلى صكتو، نيجيريا والمنطلقة من مطار الملك عبد العزيز الدولي والتي تحطمت بعد إقلاعها متسببة في مقتل كل الركاب على متنها والبالغ عددهم 261.

## الطائرة والطاقم
الطائرة المتسببة في الحادث هي من نوع دوغلاس دي سي 8-61 والمصنوعة في عام 1968 المسجلة بـ (C-GMXQ) كانت تديرها الشركة الكندية نولسير (بالإنجليزية : Nolisair) والتي كانت تدير عملياتها تحت اسم نيشين أير (بالإنجليزية : Nationair).
الخطوط الجوية النيجيرية قامت باستئجار الدي سي 8 من شركة نيشين أير لنقل الحجاج النيجيريين من وإلى مكة.
«ويليام آلان» ذو 47 ربيعاَ كان القبطان المسؤول عن الرحلة 2120، «وايل كينت ديفيدج» ذو 36 عاماَ كانت مساعداَ للكابتن، «فيكتور فير» البالغ من العمر 46 عاماَ كان مهندس الرحلة.

## الحادث
إنطلقت الطائرة من مطار الملك عبد العزيز الدولي متجهة إلى مطار أبو بكر الصديق في نيجيريا لكن بعد إقلاعها بلحظات تم إبلاغ برج المراقبة عن حدوث مشكل في ضغط المقصورة، حاول الطاقم العودة إلى المطار الذي أقلعوا منه لمحاولة الهبوط اضطراريا لكن النيران بدأت في الانتشار وسرعان ما تفاقمت المشكلة وفُقدت السيطرة عليها.
لكن الطائرة تحطمت قبل وصولها إلى المطار بمسافة 2,875 كلم (9,432 قدم).
بعدما حاول الطاقم الهبوط على المدرج رقم 34 الأيسر للمطار.
وجدت جثت متفحمة على بعد 18 كلم من المطار والتي كانت تتساقط من الطائرة المنكوبة وهي على ارتفاع 671 متر. وفي فبراير 2012 صنف الحادث على أنه أبشع حادث تحطم طائرة من نوع دوغلاس دي سي-8 في التاريخ، والثاني على مستوى المملكة العربية السعودية، بعد حادث الخطوط الجوية العربية السعودية رحلة 163.

## أسباب الحادث
قبل الحادث أبلغ مسؤول الميكانيكيين أن العجلة رقم 2 ورقم 4 تحت المستوى المسموح به للإقلاع، لكن لم يكن هناك غاز نيتروجبن كاف لملء العجلتين، لكن الشركة لم ترد التأخير فقاموا بتعويض النيتروجين بالهواء العادي.
عند قيام الطائرة بالانتقال إلى المدرج للإقلاع كانت قد قطعت مسافة حوالي 5 كيلومترات ومع ارتفاع حرارة الإسفلت اكتسبت الإطارات حرارة عالية، وعند الإقلاع وبسرعة تجاوزت 230 كلم/س كانت حرارة العجلات قد تجاوزت ما يمكن للإطارين تحمله مما أدى إلى اشتعال النيران بالإطارين رقم 2 ورقم 4.
أقلعت الطائرة والنيران تلتهم إطاراتها الواحد تلو الإخر، لكن من دون علم الكابتن الذي قام برفع العجلات والتي اعتُبرت الخطوة الأخطر في السيناريو، فانتقلت النيران إلى داخل الطائرة متسببة في تعطيل الإنظمة الهيدروليكية للطائرة والتي أدت بدورها إلى فقدان التحكم بالطائرة وتحطمها قبل بلوغها المدرج.

## الذكرى
تم بناء نصب تذكاري بالقرب من مطار تورونتو بيرسون الدولي في مدينة ميسيساغا، أونتاريو.